# Урубуретама
Урубуретама (порт. Uruburetama)  —  муниципалитет в Бразилии, входит в штат Сеара. Составная часть мезорегиона Север штата Сеара. Входит в экономико-статистический  микрорегион Урубуретама. Население составляет 18 607 человек на 2006 год. Занимает площадь 97,107 км². Плотность населения — 191,6 чел./км².
Праздник города —  1 августа.

## История
Город основан 1 августа 1890 года. 

## Статистика
- Валовой внутренний продукт на 2003 составляет 64.700.578,00 реалов (данные: Бразильский институт географии и статистики).
- Валовой внутренний продукт на душу населения на 2003 составляет 3.673,04 реалов (данные: Бразильский институт географии и статистики).
- Индекс развития человеческого потенциала на 2000 составляет 0,632 (данные: Программа развития ООН).